# 柴田一 (実業家)
柴田 一（しばた おさむ、1942年〈昭和17年〉6月14日 - ）は、日本の実業家。株式会社卑弥呼社長兼会長。

## 人物
- 山口県下関市出身。1942年（昭和17年）6月14日生。
- 1965年（昭和40年）中央大学経済学部卒業。[2]

## 経歴
- 1976年（昭和51年）株式会社卑弥呼を設立して社長。
- 2007年（平成19年）株式会社卑弥呼代表取締役会長。
- 2008年（平成20年）株式会社卑弥呼代表取締役社長兼会長。稲田将人社長は退任。[2]

## 社名卑弥呼
- 社名について、女性向けの商品を扱うことから、まず女性の名前であること。次に誰もが知っているイメージが新鮮であること。そいて覚えやすい文字。この条件をクリアしたのが「卑弥呼」だった。[3]